# Bardhyl Demiraj
Bardhyl Demiraj, född den 29 mars 1958 i Tirana i Albanien, är en albansk forskare och lingvist.

## Biografi
Bardhyl Demirajs far Shaban Demiraj, som även han är lingvist, ingöt honom ett starkt intresse för sitt modersmåls historiska utveckling. Han läste albansk litteratur och språk vid Tiranas universitet åren 1976–1981 och avlade där sin masterexamen 1982. Han specialiserade sig i indoeuropeiska språk, rumänska och balkansk lingvistik vid Wiens universitet åren 1984–1986. Vid sin återkomst till Albanien blev han forskarexpert vid Institutet för lingvistik och litteratur (en del av Albaniens vetenskapsakademi) med fokus på albanska språkets historia och albansk namnforskning. Han bedrev 1991–1993 forskning vid Lingvistiska institutet vid Bonns universitet och avlade 1994 doktorsexamen vid Tiranas universitet med en avhandling om den historiska utvecklingen av siffersystemet i albanska språket. Åren 1994–1995 hjälpte han Robert Beekes (i Leiden, Nederländerna) med en indoeuropeisk ordbok, och bedrev etymologisk forskning i Bonn. Han blev 2001 utnämnd till professor i albanska språket vid Münchens universitet. Bardhyl Demiraj anses som en av de ledande experterna inom albansk etymologisk forskning. Hans främsta verk är Albanische Etymologien (Untersuchungen zum albanischen Erbwortschatz) och Gjon P. Nikollë Kazazi dhe "Doktrina" e tij.